# 巴塞洛繆鎮區 (阿肯色州德魯縣)
巴塞洛繆鎮區（英語：Bartholomew Township）是位於美國阿肯色州德魯縣的一個行政鎮區。

## 地方資料
巴塞洛繆鎮區的面積為194.58平方千米，當中陸地面積為192.87平方千米，而水域面積為1.71平方千米。根據2010年美國人口普查的數據，當地共有人口168人，而人口密度為每平方千米0.86人。